# Řád svatého Jana (Braniborská bailiva)
Braniborská bailiva (balej či bailivik) byla provincie katolického rytířského Řádu svatého Jana v Jeruzalémě (johanitů, resp. maltézských rytířů), která později roku 1530 přijala reformaci a stala se samostatným nekatolickým řádem. Užívá názvu Johanitský řád (německy Johanniterorden), resp. Řád johanitů, oficiální celý název zní Braniborská bailiva rytířského řádu jeruzalémských špitálníků sv. Jana (německy Balley Brandenburg des Ritterlichen Ordens Sankt Johannis vom Spital zu Jerusalem). Řád byl zrušen v letech 1810–1811 a jeho obnovení roku 1852 nebylo bezvýhradně akceptováno. Od roku 1961 je součástí Aliance sv. Jana, která sdružuje nekatolické johanitské řády. Jejich symbolem je původní znak johanitů – stříbrný (tj. bílý) osmihrotý (maltézský) kříž v červeném poli.

## Dějiny

### Počátky bailivy
Označení balej, bailiva či bailivik (Ballei, Balley) je termín používaný od 13. století pro provincii rytířského řádu, které obvykle podléhá řada poboček (tzv. komend). Počátky johanitů v Braniborsku jsou spojeny se jménem markraběte Albrechta I. Medvěda, který v letech 1158–1159 podnikl poutnickou výpravu do Jeruzaléma a po návratu založil v městě Werben kostel zasvěcený sv. Janu Křtiteli a první komendu. Ta byla původně správním střediskem johanitů nejen pro Braniborsko, ale také pro velkou část tehdejšího severního Německa: Sasko, Pomořansko a tzv. Wendland. Později zde vznikla hlavní středisko braniborského bajliviku.

### Reformace

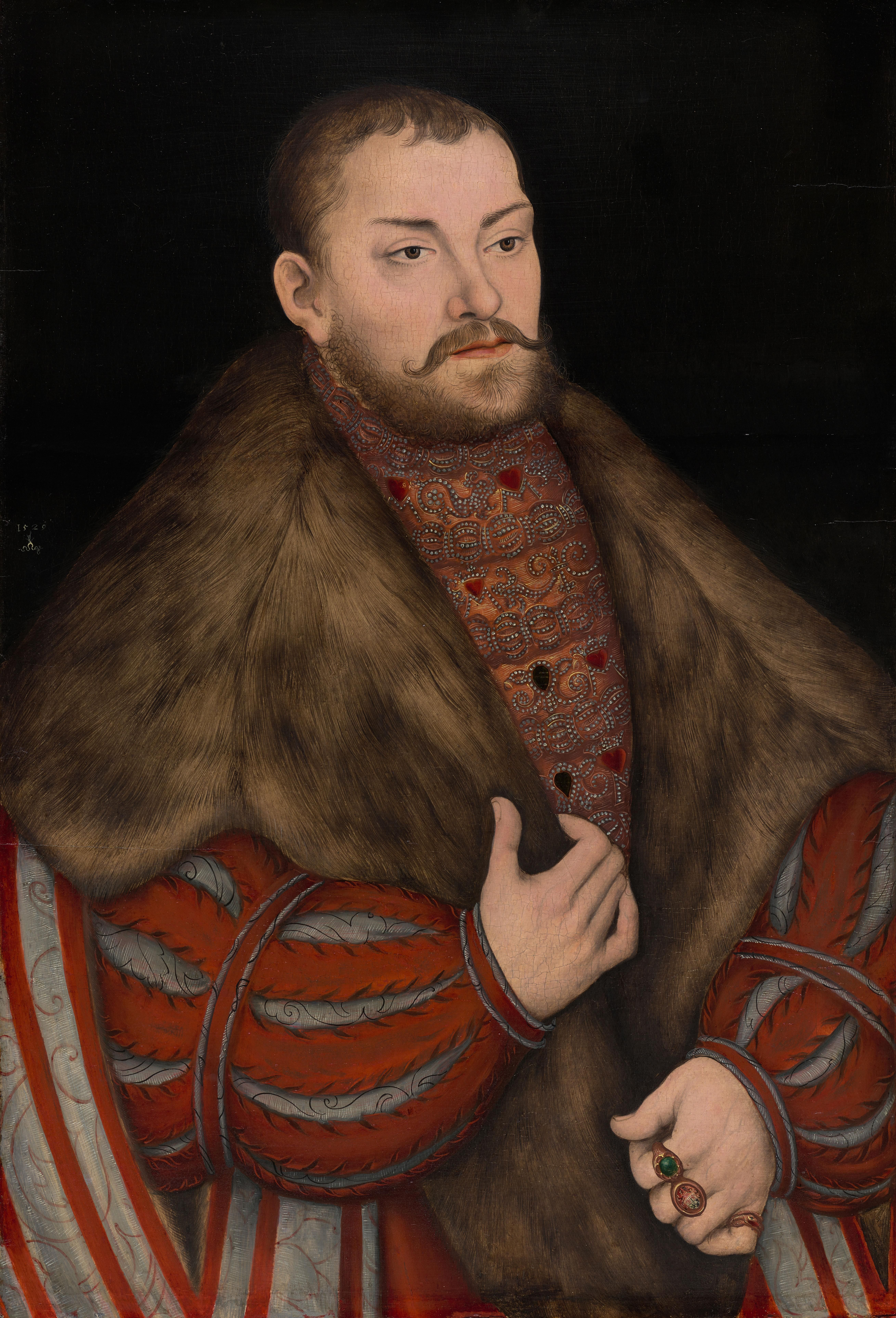
Braniborský kurfiřt Jáchym II. (portrét Lukáše Cranacha st.)

Když v roce 1538 přestoupil braniborský kurfiřt Jáchym II. k luterství, postavil se tehdejší braniborský řádový představený (něm. Herrenmeister) Veit von Thümen k tomuto jeho kroku skepticky. Masivní tlak markraběte ale vedl pruské johanity k rozhodnutí neklást jeho iniciativě odpor a zdejší členové řádu se po jistém váhání přiklonili k evangelické víře. Díky tomu zůstal řád johanitů v Braniborsku zachován, byť se musel přizpůsobit novým poměrům. Jeho členové tak byli (na rozdíl od maltézských rytířů) zproštěni slibů čistoty a chudoby a nemuseli dodržovat celibát. Původní organizační struktura zůstala víceméně zachována. Po vestfálském míru roku 1648 řád přišel o většinu svých majetků na protestantských územích.
Roku 1763 pruský král Fridrich II. navázal styky s Maltézským řádem, protože se na dobytém území Slezska nacházelo několik katolických johanitských komend. Přestože papež byl toho názoru, že pruský Řád johanitů je kacířskou organizací, která nemá s původním řádem nic společného, navázali pruští johanité s maltézskými rytíři dobré vztahy, které přetrvaly dodnes.

### Zrušení a obnova řádu

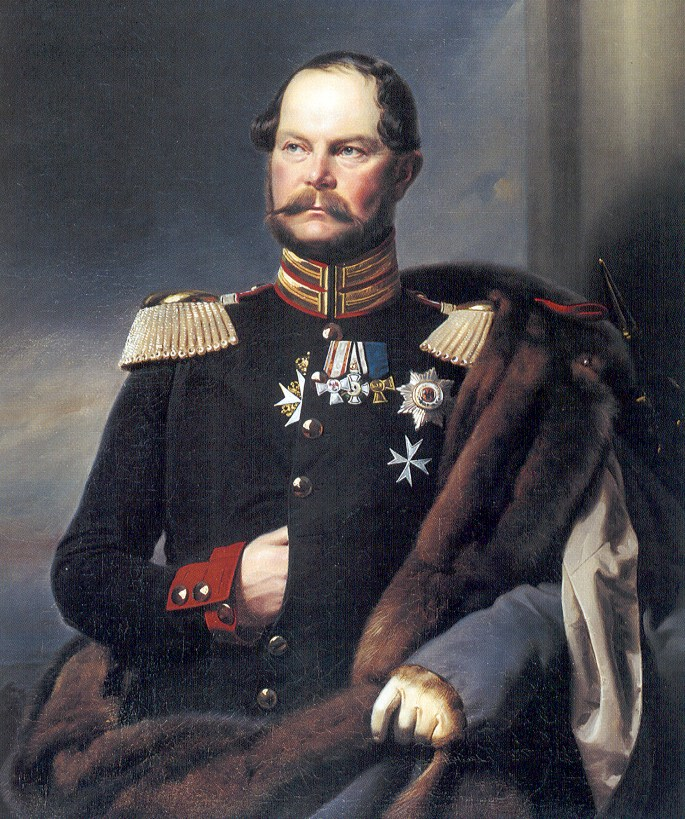
Karel Pruský

Zásadní zlom v historii řádu znamenal počátek 19. století. Po porážce Pruska Napoleonem I. totiž byla země na základě tylžského míru povinna vyplatit vítězi velké finanční odškodné. Nedostatek prostředků přiměl krále Fridricha Viléma III. k rozhodnutí sekularizovat veškeré majetky pruských johanitů. Ediktem z 30. října 1810 a listinou z 23. ledna 1811 proto Braniborskou balej zrušil a její majetky zabavil. Řád jako takový nezanikl, přišel však o své majetky a bylo zakázáno přijímat další členy.
Následně, 23. května 1812, král založil jako připomínku zaniklé Braniborského bajliviku královský pruský Řád sv. Jana (Königlich Preußische St. Johanniter-Orden). Řád byl zřízen jako všeobecně záslužný odlišoval se však korporativním charakterem. V jeho čele stál velmistr z rodu pruských Hohenzollernů, počet členů (rytířů) řádu pak nebyl omezen. O půlstoletí později, kabinetním nařízením z 15. října 1852, král Fridrich Vilém IV. Braniborskou balej (Řád johanitů) obnovil a všichni nositelé pruského Řádu sv. Jana se stali jejími členy. Jejich práva ale byla výrazně omezena a oni sami označováni jako „čestní rytíři“ (Ehrenritter). Plné výsady řádových rytířů totiž náležely pouze jedincům, kteří se stali členy řádu před jeho zrušením roku 1810 a nově přijatým členům (rytířům podle práva, něm. Rechtsritter).
Za války s Dánskem roku 1864 a prusko-rakouské války roku 1866 se johanité významně podíleli na organizování sanitní služby. Péče o nemocné a raněné se od té doby stala jednou z hlavních náplní činnost řádu. Od roku 1885 byl řád rozšířen i o ženské členy (Johanniter-Schwesternschaft), jejichž úkolem byla též charitativní činnost. Na počátku 20. století, za řádového představeného prince Albrechta Pruského (1886–1906), jinak též regenta Brunšvického vévodství, johanité provozovali již 52 nemocnic s téměř 3000 lůžky.

### Ve 20. století

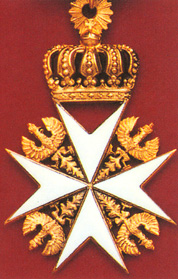
Kříž rytíře podle práva Řádu johanitů

Od počátku 20. století měl Johanitský řád charakter spolku podle starého práva (něm. Altrechtlicher Verein) a přeměnu Německa ze spolku monarchií v republiku přežil bez větší úhony. Mj. se těšil podpoře ze strany říšského prezidenta Paula von Hindenburg. Řád coby organizace úzce spjatá s protestantskou církví, jejímiž členy byla řada předních aristokratů, nacistům trnem v oku, a mnoho rytířů sympatizujících s NSDAP proto ještě před Hitlerovým převzetím moci z řádu vystoupilo.
29. listopadu 1935 výnosem říšského a pruského ministra vnitra bylo další jmenování rytířů zakázáno a 2. července 1938 vyhlásil zástupce Adolfa Hitlera Rudolf Hess, že členství v řádu je neslučitelné se členstvím v NSDAP. Pro vystoupení z řádu se ale rozhodlo jen asi 10 procent členů. 14 rytířů řádu bylo popraveno v důsledku podílu na neúspěšném puči po atentátu na Adolfa Hitlera 20. července 1944.

Emblém organizace Johanniter-Unfall-Hilfe

Po roce 1945 mohl řád plně obnovit svou činnost. V důsledku sovětského obsazení východních území Německa a nové hranice na Odře a Nise ale ztratil většinu svého majetku. Hlavní řádové centrum bylo přeloženo z Berlína do Bonnu (dnes je opět v Berlíně, resp. v Postupimi). S obnovou řádu bylo započato roku 1947 a následujícího roku začal řád přijímat i nešlechtice. V roce 1952 řád rozšířil svou činnost o tzv. Johanniter-Unfall-Hilfe, dnes známou spíše pod názvem Die Johanniter, jejímž cílem bylo poskytování první pomoci při stále častějších automobilových nehodách a převoz raněných do nemocnic. Roku 1974 tato organizace působí též v Rakousku. Po sjednocení Německa roku 1990 se řád opět vrátil i do východních spolkových zemí.
Od roku 1961 je Johanitský řád součástí Aliance sv. Jana, katolických a evangelických větví řádu johanitů, které se navzájem uznávají.

### Právní postavení řádu v současnosti
Toto půlstoletí trvající přerušení souvislé linie dějin johanitského řádu v Prusku bylo důvodem, proč byla z některých stran napadána historická kontinuita tohoto řádu, resp. že byl řád vzniklý resp. obnovený po roce 1852 označován jako novodobý či dokonce samozvaný. Šlo o podobný vývoj, jako u Řádu sv. Lazara či Řádu sv. Konstantina (resp. Konstantinova řádu sv. Jiří). V roce 1863 však byli členové Řádu sv. Jana přítomni při založení Červeného kříže, což je v mezinárodním měřítku legitimizovalo.
Po pádu Německého císařství se řád stal plně nezávislým a dnes má nezávislé pobočky ve Finsku, Francii, Maďarsku a Holandsku. Jde však jen o soukromoprávní subjekty, protože německý ústavní soud zamítl stížnost johanitů, kteří požadovali uznání svého postavení coby veřejnoprávní korporace resp. obdoba církve.

## Herrenmeister

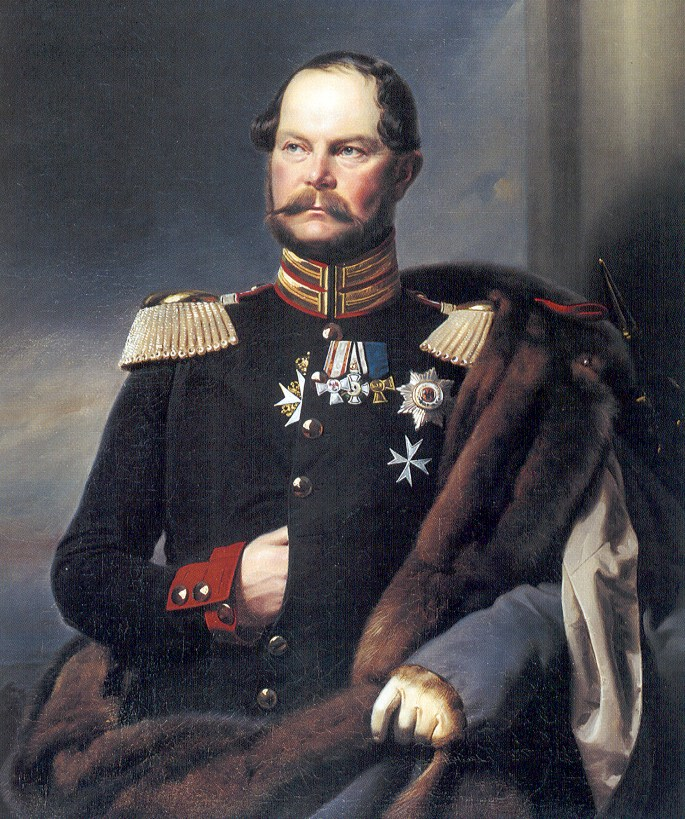
Princ Fridrich Karel Alexandr, Herrenmeister v letech 1853 až 1883

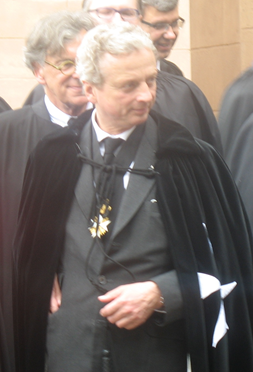
Princ Oskar Pruský, Herrenmeister od roku 1999

Následuje seznam mužů, kteří stáli v čele Řádu s titulem Herrenmeister od jeho založení.
- 1323–1336: Gebhard von Bortefelde (praeceptor generalis), považován za prvního Herrenmeistera
- 1341–1371: Hermann von Wereberge
- 1371–1397: Bernhard von der Schulenburg
- 1397–1399: Detlev von Walmede
- 1399–1418: Reimar von Güntersberg
- 1419–1426: Busso von Alvensleben
- 1426–1437: Balthasar von Schlieben
- 1437–1459: Nicolaus von Thierbach
- 1459–1460: Heinrich von Redern
- 1460–1471: Liborius von Schlieben
- 1471–1474: Kaspar von Güntersberg
- 1474–1491: Richard von der Schulenburg
- 1491–1526: Georg von Schlabrendorff
- 1527–1544: Veit von Thümen
- 1544–1545: Joachim von Arnim
- 1545–1564: Thomas von Runge
- 1564–1569: Franz von Naumann
- 1569–1609: Martin, Graf von Hohenstein
- 1610–1611: Friedrich, Markgraf zu Brandenburg
- 1611–1613: Ernst, Markgraf zu Brandenburg
- 1614–1615: Georg Albrecht, Markgraf zu Brandenburg
- 1616–1624: Johann Georg, Markgraf zu Brandenburg
- 1624–1625: Joachim Sigismund, Markgraf zu Brandenburg
- 1625–1641: Adam, Graf von Schwarzenberg
- 1641–1652: Georg von Winterfeld, Landvogt der Neumark, Komtur zu Schivelbein
- 1652–1679: Johann Moritz, Fürst von Nassau-Siegen
- 1689–1692: Georg Friedrich, Fürst zu Waldeck, Graf zu Pyrmont
- 1693–1695: Karl Philipp, Markgraf zu Brandenburg-Schwedt
- 1696–1731: Albrecht Friedrich, Prinz in Preußen, Markgraf zu Brandenburg-Schwedt
- 1731–1762: Karl, Prinz in Preußen, Markgraf zu Brandenburg-Schwedt
- 1762–1812: August Ferdinand, Prinz von Preußen
- 1853–1883: Friedrich Carl Alexander, Prinz von Preußen
- 1883–1906: Albrecht, Prinz von Preußen
- 1907–1926: Eitel Friedrich, Prinz von Preußen
- 1927–1958: Oskar, Prinz von Preußen
- 1958–1999: Wilhelm Karl, Prinz von Preußen
- 1999–dosud: Oskar, Prinz von Preußen